# Markaz Bi'r al ‘Abd
Markaz Bi'r al ‘Abd (arabiska: مركز بئر العبد) är en region i Egypten.   Den ligger i guvernementet Sina ash-Shamaliyya, i den nordöstra delen av landet, 200 km nordost om huvudstaden Kairo.